# Lovro Planko
Lovro Planko, slovenski biatlonec, * 28. maj 2001, Ljubljana
Štirikrat je nastopil na  mladinskem svetovnem prvenstvu.

## Kariera
Prvič je nastopil na mladinskem svetovnem pokalu na Pokljuki v Sloveniji leta 2017. Na mladinskem pokalu IBU je debitiral leta 2018 v švicarskem Lenzerheideu. 21. januarja 2022 je prvič osvojil točke svetovnega pokala z 39. mestom na posamični tekmi na 20 km v Antholzu. 15. decembra 2023 se je prvič uvrstil v prvo deseterico z devetim mestom na šprintu v Lenzerheideju.

## Rezultati biatlona
Vsi rezultati so pridobljeni pri Mednarodni biatlonski zvezi.

### Mladinsko svetovno prvenstvo
3 medalje (2 srebrni, 1 bronasta)
| Dogodek          | Posameznik | Sprint | Zasledovanje | Rele   |
| ---------------- | ---------- | ------ | ------------ | ------ |
| 2017 Osrblie     | 37.        | 56.    | 38.          | 11.    |
| 2018 Otepää      | 28.        | 38.    | 36.          | 5.     |
| 2019 Osrblie     | 24.        | Srebro | 10.          | Srebro |
| 2020 Lenzerheide | 15.        | 8.     | Bronasta     | 4.     |